# تشارلز يونغ (مدير فني)
تشارلز يونغ (بالإنجليزية: Charles Young)‏ هو مدير فني أمريكي، ولد في 1867، وتوفي في 21 مارس 1908 في سانت لويس في الولايات المتحدة.